# Genex-Turm
Der Genex-Turm (serbisch Кула Генекс Kula Geneks), auch als Westtor von Belgrad bekannt, ist ein 115 Meter hoher Wolkenkratzer in der serbischen Hauptstadt Belgrad. Das Bauwerk ist nach dem Ušće-Hochhaus das zweithöchste der Stadt. Der Name Genex geht auf die ehemals staatliche jugoslawische Import-Exportfirma zurück.

## Lage
Der Genex-Turm befindet sich im westlichen Belgrader Stadtteil Novi Beograd im Quartier Block 33 direkt an der Autoput A1 E 70/E 75 und etwa auf halbem Weg zwischen dem Flughafen Nikola Tesla und dem Stadtzentrum. Daher wird der Genex-Turm manchmal auch als westliches Stadttor Belgrads (serbisch Западна капија Београда/Zapadna Kapija Beograda) bezeichnet. Das Osttor von Belgrad bildet sein Pendant.

## Beschreibung

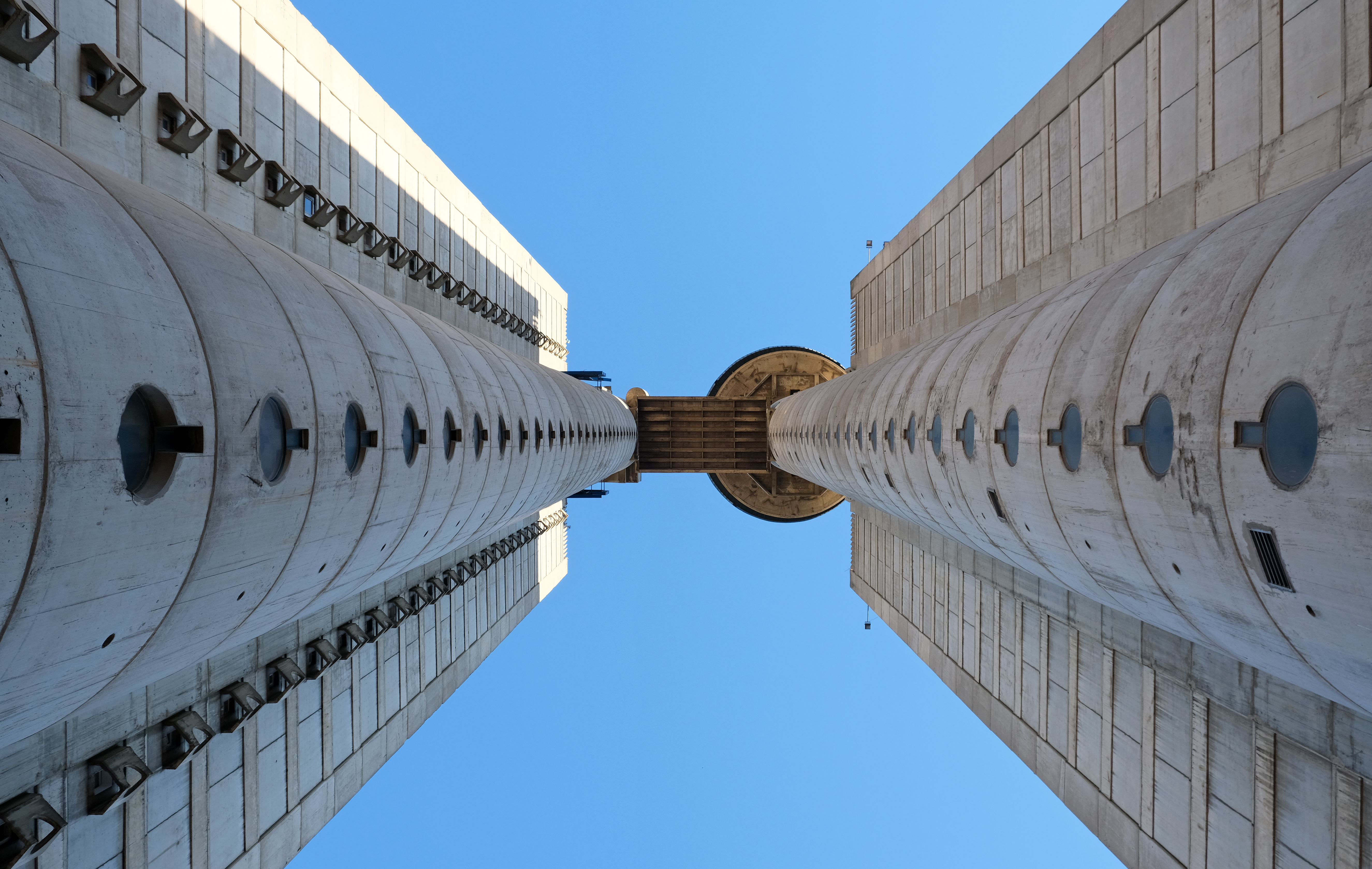
Senkrechter Blick nach oben zum Drehrestaurant

Das insgesamt 35-stöckige Hochhaus wurde 1977 vom Architekten Mihajlo Mitrović (1922–2018) im Stil des Brutalismus entworfen und unter seiner Leitung bis 1980 fertiggestellt. Ingenieur des Bauwerks war Janko Lisjak. Das Gebäude besteht aus zwei einzelnen Teilen, die an ihrer Schmalseite je einen röhrenförmigen Anbau besitzen. An ihren Außenseiten haben die beiden Röhren Bullaugen. An einer Röhre befand sich der Schriftzug Kommerzbank. Das südliche Hochhaus mit 26 Stockwerken wird für Büros genutzt, das nördliche, mit 30 Stockwerken etwas höhere, dient als Wohnhaus. Beide Gebäudeteile sind über eine Skybridge auf Dachhöhe des Südturms im 26. Stockwerk miteinander verbunden. Auf der Verbindungsbrücke ist eine Digitaluhr angebracht. Außerdem befinden sich an der Fassade des Hochhauses diverse Leuchtreklamen. Manchmal wird die Fassade des Südturms auch komplett mit einem Werbebanner behängt. Das Bürohochhaus verfügt über ein Zwischengeschoss, in dem sich neben einem Ausstellungsraum auch Lagerräume befinden.
Beide Hochhäuser bestehen aus einem Skelett aus Stahlbeton und tragenden Wänden. Die Fassade ist – typisch für den Baustil – aus Sichtbeton. Die Etagen sind durch zwölf Zentimeter dicke Zwischendecken gegliedert. Beide Bauwerke sind mit Pfählen gegründet. Auf der Spitze des südlichen Hochhauses befindet sich auf einer Höhe zwischen 135 und 140 Metern auf dem röhrenförmigen Anbau ein Drehrestaurant, welches sich einmal in der Stunde um die eigene Achse dreht. Im Jahr 2013 wurde das Drehrestaurant jedoch geschlossen und ist seither – ebenso wie der restliche Komplex – nicht mehr für die Öffentlichkeit zugänglich. Auf der Kanzel befinden sich Sendeantennen.

## Trivia
Das Hochhaus mit dem markanten Schriftzug der Firma Zepter ist unter anderem Hauptobjekt in dem Musikvideo des Liedes Netzwerk (Falls Like Rain) des Duos Klangkarussell. Das Video zur Single "Distorted Light Beam" (2021) der britischen Band Bastille wurde ebenfalls dort gedreht.
In der Serie Kleo spielt ein Teil der Handlung von Folge 3 der 2. Staffel in einem fiktiven Hotel in und auf dem Dach der Häuser.